# Eden (Teksas)
Eden – miasto w Stanach Zjednoczonych, w stanie Teksas, w hrabstwie Concho.